# Renate Grosser
Renate Grosser (* 18. September 1927 in Berlin, bürgerlich Renate Großer-Mühling) ist eine deutsche Schauspielerin und Synchronsprecherin.

## Leben
Renate Grosser gab ihr Theaterdebüt 1950 am Stadttheater Bochum. Im Jahr darauf war sie an der Tribüne in Hamburg zu sehen und von 1956 bis 1958 gehörte sie dem Ensemble des Landestheaters Tübingen an. Seit 1959 war sie an den Münchner Kammerspielen beschäftigt.
Obwohl  Grosser bereits 1949 in dem Spielfilm Artistenblut mitgewirkt hatte, erhielt sie in der Folgezeit nur selten Filmangebote. 1968 wurde die dunkelhaarige, oftmals streng frisierte und stets etwas verhärmt wirkende Darstellerin in dem Edgar-Wallace-Film Im Banne des Unheimlichen als undurchsichtige Pfarrersfrau besetzt. Deutlich aus dem Rahmen fiel ihr Auftritt als Prostituierte in Das Schlangenei von Ingmar Bergman. Zweimal arbeitete sie mit dem bayerischen Filmregisseur Joseph Vilsmaier zusammen: In Herbstmilch (1989), wo sie einen größeren Part als böse und verbitterte Schwiegermutter innehatte, sowie in dem Trümmerfrauendrama Rama dama (1991). Wesentlich häufiger als im Kino war Grosser im Fernsehen zu sehen, wo sie unter anderem mehrmals in Krimiserien wie Der Kommissar, Der Alte und Derrick mitspielte. In der Kommissar-Folge Tod eines Buchhändlers etwa, mimte sie die Tante eines von der Polizei wegen Mordes verdächtigten Lehrjungen.
Grosser war seit Beginn der 1950er Jahre auch als Synchronsprecherin tätig, sie sprach u. a. für Julie Christie, Anouk Aimée oder auch Gail Russell, war aber keiner Schauspielerin als Stammsprecherin fest zugeordnet. Als Hörspielsprecherin wirkte sie beispielsweise 1959 im einzigen Paul-Temple-Hörspiel des Bayerischen Rundfunks, nämlich in Paul Temple und der Conrad-Fall mit.

## Filmografie
- 1949: Artistenblut
- 1960: Der Gauner und der liebe Gott
- 1961: Kalamitäten
- 1961: Eine hübscher als die andere
- 1964: Haben (Fernsehfilm)
- 1964: Das Kriminalmuseum – Der Fahrplan (Fernsehserie)
- 1964: Der gelbe Pullover (Fernsehfilm)
- 1965: Nachtfahrt (Fernsehfilm)
- 1966: Wo blieb Friedrich Weisgerber? (Fernsehfilm)
- 1966: Der Mann mit der Puppe (Fernsehfilm)
- 1966: Judith (Fernsehfilm)
- 1967: Mädchen, Mädchen
- 1967: Wo liegt Jena? (Fernsehfilm)
- 1967: Das Attentat – L.D. Trotzki (Fernsehfilm)
- 1968: Die Einladung (Fernsehfilm)
- 1968: Septembergewitter (Fernsehfilm)
- 1968: Im Banne des Unheimlichen – Regie: Alfred Vohrer
- 1968: Das Kriminalmuseum (Fernsehserie) – Der Scheck
- 1969: Palace-Hotel (Fernsehfilm)
- 1969: Die mißbrauchten Liebesbriefe (Fernsehfilm)
- 1969: Der Kommissar (Fernsehserie) – Auf dem Stundenplan: Mord
- 1970: Mädchen mit Gewalt
- 1970: Krebsstation (Fernsehfilm)
- 1970: Die Taubenaffaire (Fernsehfilm)
- 1971: Die Münchner Räterepublik (Fernsehfilm)
- 1971: Der trojanische Sessel (Fernsehfilm)
- 1973: Liebe mit 50 (Fernsehfilm)
- 1973: Die Zärtlichkeit der Wölfe
- 1973: Der Kommissar (Fernsehserie) – Tod eines Buchhändlers
- 1974: Tatort – Gift
- 1976: Jeder stirbt für sich allein
- 1976: Derrick (Fernsehserie) – Kein schöner Sonntag
- 1976: Anita Drögemöller und die Ruhe an der Ruhr – Regie: Alfred Vohrer
- 1976: Mond Mond Mond (Fernsehserie)
- 1977: Anpassung an eine zerstörte Illusion (Fernsehfilm)
- 1977: Das Schlangenei – Regie: Ingmar Bergman
- 1977: Heinrich Zille (Fernsehfilm)
- 1977: Der Alte (Fernsehserie) – Zwei Mörder
- 1978: Hotel zur schönen Marianne (Fernsehserie) – Die Leute aus dem Wald
- 1978: Der Alte (Fernsehserie) – Die Rache
- 1978: Tatort – Schwarze Einser
- 1978: Derrick (Fernsehserie) – Die verlorenen Sekunden
- 1979: Der Wald (Fernsehfilm)
- 1981: Tatort – Das Zittern der Tenöre
- 1982: Billy (Barriers, Fernsehserie) – Großbritannien
- 1982: Derrick (Fernsehserie) – Eine Rose im Müll
- 1983: Polizeiinspektion 1 (Fernsehserie) – Der Rufmord
- 1983: Derrick (Fernsehserie) – Die kleine Ahrens
- 1984: Polizeiinspektion 1 (Fernsehserie) – Zwangsräumung
- 1984: SOKO 5113 (Fernsehserie) – Göttmann hat Angst
- 1984: Gespenstergeschichten (Fernsehserie, Folge 1x06 Die Affenpfote)
- 1985: Polizeiinspektion 1 (Fernsehserie) – Logierbesuch
- 1985: Die Krimistunde (Fernsehserie, Folge 19, Episode: „Weibliche Hilfe“)
- 1986: Zerbrochene Brücken (Fernsehfilm)
- 1987: Derrick (Fernsehserie) – Der Tote auf der Parkbank
- 1987: SOKO 5113 (Fernsehserie) – Der vierte Mann
- 1989/90: Jakob und Adele (Fernseh-Reihe) – Kurerlebnisse
- 1989: Herbstmilch – Regie: Joseph Vilsmaier
- 1989: Tiger, Löwe, Panther
- 1991: Rama dama
- 1991: Tatort: Tödliche Vergangenheit
- 1992: Derrick (Fernsehserie) – Ein merkwürdiger Privatdetektiv
- 1993: Der große Bellheim (Fernsehserie)
- 1994: Gabriellas Rache (Fernsehfilm)
- 1995: Mord an der roten Rita (Fernsehfilm)
- 1995: Derrick (Fernsehserie) – Die Ungerührtheit der Mörder
- 1996: Der Alte (Fernsehserie) – Blumen des Todes
- 1997: Alte Liebe, alte Sünde (Fernsehfilm)
- 1998: Tatort: Schwarzer Advent
- 2001: Tatort: Ein mörderisches Märchen
- 2002: Die Novizin (Fernsehfilm)
- 2002: Wenn die Liebe verloren geht (Fernsehfilm)
- 2003: Sternzeichen
- 2005: Marias letzte Reise (Fernsehfilm)
- 2005: Musik nur wenn sie laut ist
- 2006: Eine Liebe am Gardasee (Fernsehserie)
- 2010/11: Eisblumen

## Hörspiele
- 1968: Arnold E. Ott: Der Mörder soll sterben – Regie: Hans Gerd Krogmann  (Kriminalhörspiel – SWF)